# Алиса Лидъл
Алиса (Алис) Плезанс Лидъл (на английски: Alice Pleasance Liddell; 4 май 1852 г. – 16 ноември 1934 г.) е момичето вдъхновило писателя Луис Карол (Чарлс Доджсън) да създаде една от най-големите детски световни класики – „Алиса в Страната на чудесата“, молейки го да разкаже някаква история, по време на разходка с лодка в Оксфорд. По-късно в живота си се омъжва за крикет-играча Ричард Харгрийвс.

## Биография
Алиса Лидъл, родена на 4 май 1852 г. в Уестминстър, е четвъртото дете на Хенри Лидъл, декан на университета Крайст Чърч в Окфорд, и съпругата му, Лорина Лидъл. Има двама по-големи братя, Хенри (роден през 1847 г.), и Артър (роден 1850 г., умира от скарлатина през 1853 г.), сестра Лорина (родена през 1849 г.). Също така, има още 6 по-малки братя и сестри, сред които Едит (родена през 1854 г.), към която е изключително привързана, и брат ѝ Фредерик, който става адвокат и известен общественик.
През 1856 г., семейство Лидъл се мести в Оксфорд, след като Хенри Лидъл е назначен в Крайст Чърч. Малко след това, на 25 април 1856 г., семейството, заедно с Алиса, се запознават с Чарлс Доджсън, докато фотографира катедралния храм. Малко след това той става близък на семейството.
Алиса, заедно със сестрите си, Лорина и Едит, са изключително близки и прекарват цялото си детство заедно. Заедно със семейството си, редовно прекарват почивките си в дома им, намиращ се на брега на река Ландидно, Северен Уелс, впоследствие превърнат в хотел Гогарт Аби.
Като млада жена, Алиса Лидъл тръгва на обиколка из Европа, заедно с Лорина и Едит. Една история разказва за романтична връзка между Алиса и принц Леополд, най-малкия син на кралица Виктория, по време на четиригодишния му престой в Крайст Чърч.
На 15 септември 1880 г., Алиса Лидъл се омъжва за играча на крикет, Ричард Харгрийвс. Имат трима сина – Алън и Леополд, и двамата убити по време на Първата световна война, и Каръл. Алиса бива провъзгласена за почетен член на женския институт Емили Даун.
След смъртта на съпруга ѝ през 1926 г., Алиса вече не може да поддържа имението, в което живее, и е принудена от обстоятелствата да продаде своето копие (първия ръкопис) на „Приключенията на Алиса в Подземния свят“ – първоначалното заглавие на „Алиса в страната на чудесата“. Ръкописът е оценен на 14 500 паунда. По-късно става притежание на Елдридж Джонсън, който предоставя ръкописа на Колумбийският университет, при възпоменателна церемония в чест на Луис Карол. Тогава 80-годишна, Алиса посещава Ню Йорк и се запознава с Питър Дейвис, един от братята вдъхновили Дж. М. Бари да напише Питър Пан. След смъртта на Джонсън, книгата е продадена на консорциум, представляващ Американските библиотекари, който впоследствие го дарява на британския народ „В знак на признание“ за борбата им срещу Хитлер, преди Америка да влезе във войната. Ръкописът е притежание на Британската библиотека.
През по-голямата част от живота си Алиса живее в района на Линдхърст, Ню Форест. След като умира през 1934 г., бива кремирана и погребана в църквата „Св. Майкъл и всички ангели“. Поставен е мемориален плакет със следното съдържание:
Гробът на г-жа Харгрийвс

„Алиса“ от „Алиса в страната на чудесата“

на Луис Карол

## Създаването на Алиса в Страната на чудесата
На 4 юли 1862 г., в една гребна лодка, движеща се по река Изис, от Фоли Бридж Оксфорд, до Готстоу, пътуват 10-годишната Алиса, Чарлс Доджсън и сестрите ѝ Едит и Лорина, тогава на 8 и 13. Алиса моли Доджсън да ги забавлява по време на пътуването като им разказва истории. Докато преподобният Робинсън Дъкуърт управлява лодката, Чарлс Доджсън забавлява момичетата с фантастични истории за момиче на име Алиса и приключенията ѝ, преживяни, след като пада в една заешка дупка. Тази история се различавала от онези, които е разказвал на трите момичета преди това. Този път малката Лидъл, моли г-н Доджсън да ѝ я напише. Той обещава, но не се захваща със задачата поне няколко месеца. Впоследствие, той ѝ подарява ръкописа през ноември 1864 г., под заглавието „Приключенията на Алиса в Подземния свят“.
По това време, писателят решава да пренапише историята, с цел да бъде публикувана. В търсене на подкрепа, Доджсън изпраща ръкописа на своя приятел, Джордж МакДоналд, през пролетта на 1863 г. Положителният отзив на цялото му семейство насърчава Доджсън да търси издател. „Алиса в Страната на чудесата“, илюстрирана с помощта на Джон Тенъл, бива публикувана през 1865 г., под писателския псевдоним на Луис Карол. Последвалото продължение на Алиса, бива публикувано през 1871 г., под заглавието „В Огледалният свят и това, което Алиса откри“ („Алиса в Огледалния свят“).

## Връзка с Луис Карол
Връзката между Лидъл и Доджсън е противоречива. Базирана основно на клюки.
Доджсън се запознава със семейство Лидъл през 1856 г. Често се срещат и организират пикници или излети с лодки в района на Оксфорд. Често Доджсън разказва приказки на децата по време на излетите. Периодично се занимава и с фотография, като част от известните фотографии включват и семейство Лидъл. Често се изтъква Алиса като негова любимка, но липсват твърди доказателства за това.
През юни 1863, отношенията с Доджсън се влошават. Слухове твърдят за връзка на писателя с гувернантката или с голямата сестра Лорина. Доказателства за тези твърдения така и не са открити. Липсва и информация от дневника на Доджсън. Няколко месеца по-късно отношенията между Лидъл и Доджсън са възстановени, но не с толкова голям интензитет.

## Връзка с измислената Алиса
До каква степен образът на Алиса е вдъхновен от истинската Лидъл, е несигурно. Двете Алиси, наистина не са напълно идентични, и макар да се счита, че измислената Алиса е базирана на истинската, има и твърдения, отричащи това. Има слухове, че самият Доджсън, с течение на времето е признал, че не е измислил героинята, заради когото и да е.
Други твърдения, обясняват, че образът е вдъхновен от Мари Бедкук. Предполага се, че е използвал образа ѝ за творбата си, но твърденията са отхвърлени напълно. Впоследствие се прокрадва и идеята, че Едит Лидъл е моделът, въплътен в рисунките на творбата.
Единствените сигурни доказателства показват поне три директни връзки между книгите и Алиса Лидъл.
Издава ги на 4 май, рождената дата на Лидъл, и на 4 ноември – средата между два рождени дни. В Огледалния свят, Алиса заявява, че е „Точно на седем и половина“, същата е и възрастта на истинската Алиса, по време на издаването на книгата.
Доджсън посвещава ръкописите „на Алиса Плезанс Лидъл“.
В края на „Алиса в Огледалния свят“, има акростих, на който, взимайки първата буква от всеки ред, се получава пълното име на Лидъл.
A boat beneath a sunny sky,

Lingering onward dreamily

In an evening of July--

Children three that nestle near,

Eager eye and willing ear,

Pleased a simple tale to hear--

Long has paled that sunny sky:

Echoes fade and memories die.

Autumn frosts have slain July.

Still she haunts me, phantomwise,

Alice moving under skies

Never seen by waking eyes.

Children yet, the tale to hear,

Eager eye and willing ear,

Lovingly shall nestle near.

In a Wonderland they lie,

Dreaming as the days go by,

Dreaming as the summers die:

Ever drifting down the stream--

Lingering in the golden gleam--

Life, what is it but a dream?